# Station Saint-Michel-sur-Meurthe
Station Saint-Michel-sur-Meurthe is een spoorwegstation in de Franse gemeente Saint-Michel-sur-Meurthe.